# Kino „Praha” w Warszawie
Kino „Praha” – dawne kino, zlokalizowane przy ulicy Jagiellońskiej 24/26 na warszawskiej Pradze-Północ. 
Budynek kina został zburzony w 2005 roku Na jego miejscu wzniesiono nowy budynek mieszczący m.in. Nove Kino Praha.

## Historia

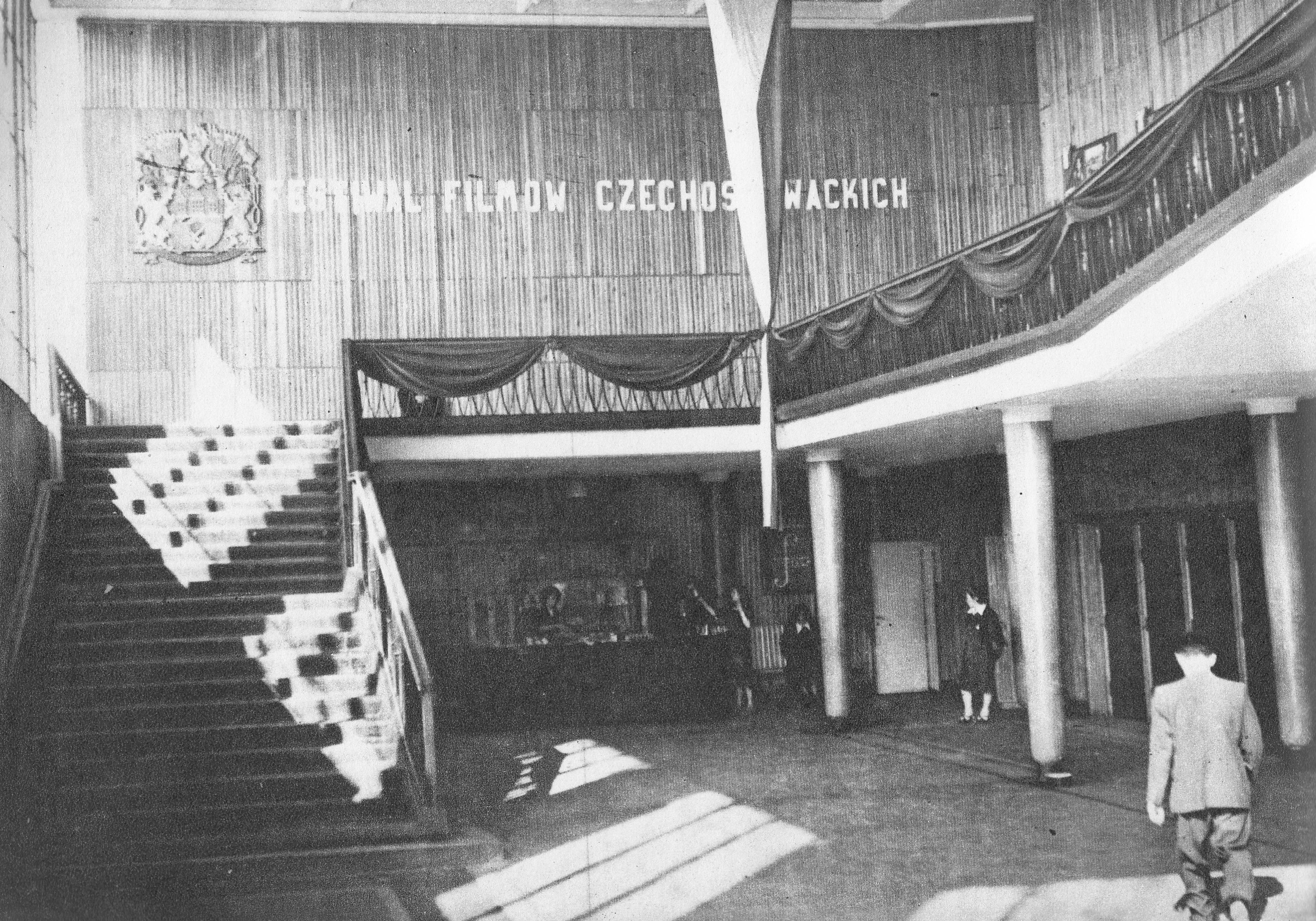
Hol kina w latach 50.

Kino wybudowano w latach 1948–1950 na pustym placu (przed II wojną światową znajdował się tam niewielki skwer) między ulicami Karola Wójcika (dawna ul. Szeroka, współcześnie ks. Ignacego Kłopotowskiego), Jagiellońską i Stefana Okrzei. Projektantami budynku byli Jan Bogusławski i Józef Łowiński. Ze względu na niestabilny grunt gmach zamiast na fundamentach spoczął na sieci ruchomych przegubów. Otwarcie nastąpiło w listopadzie 1950 roku. 
Dwukondygnacyjna sala kinowa (parter + balkon) mieściła łącznie 580 widzów. Wejście do budynku znajdowało się od strony ul. Karola Wójcika, tam też funkcjonowało okienko kasowe i przeszklony lokal gastronomiczny. Dalej mieścił się hol z drzwiami prowadzącymi do sali kinowej i schodami na galerię (balkon). Wyjście zaś usytuowano od strony ul. Okrzei. Pomiędzy salą a ulicą znajdował się szeroki korytarz, do którego z balkonu wiodła pochylnia. Wystrój kina stanowiły socrealistyczne płaskorzeźby, plafony i żyrandole. Twórcą wystroju rzeźbiarskiego był Stanisław Sikora.
W 2005 roku kino – jako niedochodowe – zakończyło działalność. Budynek miał być wpisany do rejestru zabytków, jednak jego właściciel, podlegająca samorządowi województwa mazowieckiego spółka Max Film, postanowiła zburzyć socrealistyczny gmach, a w jego miejscu wznieść sześciokondygnacyjny budynek z częścią biurową, usługową i trójsalowym multipleksem na 555 widzów. Umieszczono w nim ocalone rzeźby Stanisława Sikory.